# Блейк, Уильям
Уильям Блейк (англ. William Blake; 28 ноября 1757, Лондон — 12 августа 1827, Лондон) — английский поэт, художник и гравёр. Почти непризнанный при жизни, Блейк в настоящее время считается важной фигурой в истории поэзии и изобразительного искусства романтической эпохи. Всю жизнь прожил в Лондоне (за исключением трёх лет в Фелфаме).
Хотя современники Блейка считали его безумным, более поздние критики отмечали его выразительность, а также философскую и мистическую глубину его работ. Его картины и стихи были охарактеризованы как романтические или пре-романтические. Приверженец Библии, но противник Церкви Англии (как и в целом всех форм организованной религии), Блейк находился под влиянием идеалов Французской и Американской революций. Хотя позже он разочаровался во многих из этих политических убеждений, он поддерживал дружеские отношения с политическим активистом Томасом Пейном; также испытал влияние философа Эммануила Сведенборга. Несмотря на все влияния, работы Блейка трудно однозначно классифицировать. Писатель XIX века Уильям Россетти назвал его «славное светило» и «человек, ни предвосхищённый предшественниками, ни классифицированный современниками, ни заменённый известными или предполагаемыми преемниками».

## Биография

### Происхождение
Блейк родился 28 ноября 1757 года в Лондоне, в районе Сохо, в семье лавочника Джеймса Блейка. Он был третьим из семи детей, двое из которых умерли ещё в младенчестве. Уильям посещал школу только до десяти лет, научившись там лишь писать и читать, и получил образование на дому — его учила мать Кэтрин Блейк (в девичестве Райт (англ. Wright)). Хотя родители были протестантами — диссентерами из Моравской церкви, они крестили Уильяма в англиканской церкви Святого Иакова на Пикадилли. Всю жизнь сильное влияние на мировоззрение Блейка оказывала Библия. На протяжении всей его жизни она будет оставаться для него главным источником вдохновения.
Ещё в детстве Блейк увлёкся копированием греческих сюжетов с рисунков, которые приобретал для него отец. Работы Рафаэля, Микеланджело, Мартена ван Хемскера и Альбрехта Дюрера привили ему любовь к классическим формам. Судя по количеству картин и книг в хорошем переплёте, которые родители покупали Уильяму, можно предположить что семья, по крайней мере какое-то время, была зажиточной. Постепенно это занятие переросло в увлечение живописью. Родители, зная горячий темперамент мальчика и сожалея о том, что он не ходил в школу, отдали его на уроки живописи. Правда, в период этих занятий Блейк изучал только то, что было интересно ему. Его ранние работы показывают знакомство с творчеством Бена Джонсона и Эдмунда Спенсера.

### Обучение у гравёра
4 августа 1772 года Блейк поступил на 7-летнее обучение искусству гравировки к гравёру Джеймсу Бесайеру с Грейт Куин стрит. К концу этого срока, к тому времени, когда ему исполнился 21 год, он стал профессиональным гравёром. Не имеется никаких сведений о серьёзных размолвках или конфликте между ними, однако биограф Блейка Питер Акройд отмечает, что позже Блейк внесёт имя Бэсайера в список своих соперников в искусстве, но вскоре вычеркнет его. Причиной тому было то, что стиль гравировки Бэсайера уже в то время считался старомодным, и обучение его ученика в таком ключе могло не лучшим образом повлиять на приобретаемые им навыки в этой работе, а также на будущее признание. И Блейк это понимал.
На третьем году обучения Бэсайер направил Блейка в Лондон срисовывать живописные фрески готических церквей (вполне возможно, что это задание было дано Блейку для того, чтобы обострить конфликт между ним и Джеймсом Паркером, другим учеником Бэсайера). Опыт, полученный во время работы в Вестминстерском аббатстве, способствовал формированию у Блейка его собственного художественного стиля и идей. Тогдашнее аббатство было украшено военными доспехами и снаряжением, изображениями поминальных панихид, а также многочисленными восковыми фигурами. Акройд отмечает, что «самые сильные впечатления создавались за счёт чередования ярких красок, то появляющихся, то словно исчезающих». Долгие вечера Блейк проводил за зарисовками аббатства. Однажды его прервали ребята из Вестминстерской школы, один из которых так замучил Блейка, что Джеймс с силой столкнул его со строительных лесов на землю, куда он с ужасным грохотом повалился. У Блейка были видения в аббатстве, например он видел Христа и апостолов, церковную процессию с монахами и священниками, во время которой ему представлялось пение псалмов и хоралов.

### Королевская Академия
8 октября 1779 года Блейк стал студентом Королевской академии в Олд Сомерсет хаус неподалёку от Стренда. Хотя платить за обучение не требовалось, на протяжении 6-летнего пребывания в академии Блейк должен был покупать себе принадлежности и инструменты. Здесь он бунтует против того, что называет «незавершённым стилем модных художников», таких как Рубенс, столь любимый первым президентом школы Джошуа Рейнольдсом. Прошло время, и Блейк возненавидел отношение Рейнольдса к искусству вообще и в особенности к его поиску «единой истины» и «классического понимания красоты». Рейнольдс писал в своих «Рассуждениях», что «склонность к абстрактному видению того или иного предмета, а также к обобщению и классификации — это триумф человеческого разума»; Блейк же в заметках на полях отмечал, что «всё обобщать, „подгонять под одну гребёнку“, значит быть идиотом; заострение внимания — вот чего заслуживает каждая особенность». Блейку также не нравилась скромность Рейнольдса, которую он считал лицемерием. Модным в то время работам маслом кисти Рейнольдса Блейк предпочитал классическую аккуратность и чёткость оказавших влияние на его раннее творчество работ Микеланджело и Рафаэля.
На первом году обучения в академии Блейк подружился с Джоном Флаксманом, Томасом Стотардом и Джорджем Камберлендом, с которыми разделял свои радикальные политические взгляды, вызванные большей частью революцией в Америке.

### Гордонские мятежи
Запись первого биографа Блейка Александра Гилкриста о случае, произошедшем в июне 1780 года, рассказывает о том, как, проходя мимо торговой лавки Бэсайера на Грейт Куин-стрит, Блейк едва не был сбит с ног разъярённой толпой, которая направлялась штурмовать Ньюгетскую тюрьму в Лондоне. Они атаковали тюремные ворота лопатами и киркомотыгами, подожгли здание и выпустили заключённых на свободу. По свидетельствам очевидцев, Блейк находился в первых рядах толпы во время атаки. Позже это восстание, будучи реакцией на парламентский Акт о папистах, отменявший санкции против Римского католицизма, получило название Гордонских мятежей. Они также спровоцировали появление большого количества законов от правительства Георга III, а также создание полиции.
Несмотря на настойчивые убеждения Гилкриста о том, что Блейк примкнул к толпе вынужденно, некоторые[какие?] биографы утверждали, что он якобы присоединился к толпе импульсивно, или же поддержал бунт как революционный акт. Другого мнения придерживается Джером Макганн, который утверждает, что, так как мятежи были реакционными, они могли вызвать у Блейка только возмущение.

### Женитьба и начало карьеры
В 1782 году Блейк встречает Джона Флэксмена, который станет его патроном, и Кэтрин Буше, которая вскоре станет его женой. В это время Блейк оправляется от отношений, кульминацией которых стал отказ на предложение руки и сердца. Он подробно излагает эту печальную историю Кэтрин и её родителям, после чего спрашивает девушку: «Вам меня жаль?». Когда Кэтрин отвечает утвердительно, он признаётся: «Тогда я люблю Вас». Уильям Блейк и Кэтрин Буше, которая была на 5 лет младше его, обвенчались 18 августа в Церкви Святой Марии в Баттерси. Будучи неграмотной, Кэтрин вместо подписи поставила в свидетельстве о браке крестик «Х». Оригинал этого документа можно увидеть в церкви, где в период между 1976 и 1982 годами было также установлено памятное витражное окно. Позже, кроме обучения Кэтрин чтению и письму, Блейк обучил её ещё и искусству гравюры. На протяжении всей жизни он будет понимать, насколько бесценна для него помощь и поддержка этой женщины. Среди бесчисленных неудач Кэтрин не даст угаснуть пламени вдохновения в душе мужа, а также будет принимать участие в печати его многочисленных иллюстраций.
Публикацию первого сборника стихотворений Блейка, «Поэтические Наброски» (англ. Poetical Sketches), относят к 1783 году. После смерти отца, в 1784 году Уильям с бывшим соучеником Джеймсом Паркером открыли типографию и стали работать с издателем-радикалом Джозефом Джонсоном. Дом Джонсона был местом встреч для интеллигенции — некоторых ведущих английских диссидентов того времени. Среди них были: богослов и учёный Джозеф Пристли, философ Ричард Прайс, художник Джон Генри Фюссли, феминистка Мэри Уолстонкрафт и американский революционер Томас Пейн. Вместе с Уильямом Уордсуортом и Уильямом Годвином Блейк возлагал большие надежды на Французскую и Американскую революции и носил фригийский колпак в знак солидарности с Французскими революционерами, но отчаялся с годами расцвета Робеспьера и Правления Террора во Франции. В 1784 году Блейк также сочинил, но оставил неоконченной свою рукопись «Остров на луне» (англ. An Island in the Moon).
Блейк иллюстрировал книгу Мэри Уолстонкрафт «Подлинные истории из реальной жизни». Считается, что они якобы разделяли взгляды на равенство между полами и институт брака, но всё же нет никаких бесспорных свидетельств того, что они вообще когда-то встречались. В вышедших в 1793 году «Видениях Дочерей Альбиона» Блейк осуждает жестокий абсурд насильственного, принудительного воздержания, а также замужества без любви, и встаёт на защиту права женщин реализовывать свои способности и возможности.

### Рельефный офорт
В 1788 году, в возрасте 31 года, Блейк экспериментировал в технике офорта. Художник назвал изобретённый им процесс «иллюминированной печатью» (англ. illuminated printing), поскольку он использовал свой метод для оформления большинства книг своих стихов — для одновременной печати текста и иллюстраций на одном листе. Именно так был выполнен шедевр Блейка — иллюстрации к Библии. Текст и иллюстрации Блейк наносил на медные пластины пером или кистью кислотоупорным лаком. Затем протравливал пластины в кислоте, чтобы растворить необработанную медь и получить рельефное клише для высокой печати. В отличие от обычного офорта глубокой печати, Блейк назвал свою технику «стереотипом», «методом интальо» (англ. intaglio method — углублённым, врезным методом), или «рельефным гравированием» (relief etching).
Это было принципиальным изменением общепринятого тогда метода травления офорта для глубокой печати, когда линии изображения подвергаются воздействию кислоты, а пластина сохраняется под кислотоупорным лаком. Рельефный офорт, изобретённый Блейком, позднее стал важным коммерческим методом. Прежде чем страницы, на которых был сделан оттиск такими пластинами, превращались в книжный том, их раскрашивали вручную акварельными красками, а затем прошивали. Блейк использовал такой способ оттиска для иллюстрации большинства своих известных произведений, включая «Песни невинности и опыта», «Книгу Тэль», «Бракосочетание рая и ада», «Иерусалим, Эманация Гиганта Альбиона».

### Гравюры
Несмотря на то что Блейк прославился именно благодаря своей технологии рельефного офорта, в собственной работе ему чаще приходилось придерживаться метода инталия, стандартного в XVIII веке метода гравировки, который заключался лишь в нанесении насечек на жестяную пластину. Это было сложной и трудоёмкой работой; для того, чтобы перенести изображения на пластины, нужна была уйма времени, месяцы, и даже годы, но, как заметил современник Блейка Джон Бойделл, такой способ гравировки делал её продукт «слабым звеном для коммерции», позволяя художникам более приблизиться к народу, и сделав её важным видом искусства к концу XVIII века.
Блейк также использовал метод интальо в своих работах, в частности для иллюстраций к «Книге Иова», которую завершил перед самой своей смертью. Основным объектом исследователей в основном была изобретённая Блейком техника рельефного офорта, но в 2009 году вышла работа, где уделено внимание сохранившимся пластинам Блейка, включая те, что были использованы для «Книги Иова»: они свидетельствуют о том, что он также часто применял технику металлопластики (англ. repoussage): чтобы сглаживать погрешности, достаточно было перевернуть пластину и несколькими ударами разровнять нежелательную насечку, сделав её выпуклой. Такая техника, типичная для гравировочных работ того времени, во многом уступает более быстрому процессу чеканки в жидкой среде, которую применял Блейк для своего рельефного оттиска, и объясняет, почему процесс гравировки был таким долговременным.

### Дальнейшая жизнь и карьера
Брак Блейка и Кэтрин был крепким и счастливым до самой смерти художника. Блейк учил Кэтрин письму, а она помогала ему раскрашивать печатаные книги его стихов. Гилкрист же рассказывает о «бурном времени» первых лет брака. Некоторые[какие?] биографы утверждали, что Блейк пытался пригласить на брачное ложе любовницу согласно принципам Сведенборгийского общества, однако учёные[какие?] решили отказаться от этой теории, так как она была просто догадкой. Ребёнок, которого так хотели Уильям и Кэтрин, Тэль, могла бы быть первым ребёнком, но не выжив после рождения, стала последним. Возможно, о ней Блейк пишет в Книге Тэль.

### Фелфам
В 1800 году Блейк переезжает в небольшой дом в Фелфаме, в Сассексе (теперь это Западный Сассекс), получив заказ на иллюстрацию работ молодого поэта Уильяма Хейли. Именно в этом доме Блейк некогда работал над книгой «Мильтон»: Стихотворение (оформление предисловия к книге датировано 1804 годом, но Блейк продолжал работу вплоть до 1808 года). Книга начинается со строк: «На этот горный склон крутой Ступала ль ангела нога?», увековеченных позже в гимне «Иерусалим». Вскоре Блейк вознегодовал на своего нового покровителя, поняв, что Хейли вовсе не интересует занятие искусством, он больше занят «тяжёлой работой по бизнесу». Разочарование Блейка своим патроном Хейли так повлияло на первого, что в поэме «Мильтон» он написал, что «Друзья в материальном мире — духовные враги».
Проблемы Блейка с властью дошли до критической стадии в августе 1803 года, когда он ввязался в драку с солдатом по имени Джон Скофилд. Блейка обвинили не только в нападении, но и произнесении подстрекательских и мятежных речей против короля. Скофилд заявил, что Блейк восклицал: «Будь проклят король. Все его солдаты рабы». Чичестерская выездная сессия суда присяжных признаёт Блейка невиновным. Сассекская городская газета сообщает: «Сфабрикованность произошедшего была настолько очевидна, что обвиняемый был незамедлительно оправдан». Позже в иллюстрации к поэме «Иерусалим, Эманация Гиганта Альбиона» Скофилд станет символом «ограниченности разума, „заключаемого в оковы“ рабства».

### Возвращение в Лондон
Блейк вернулся в Лондон в 1804 году и начал работу над поэмой «Иерусалим, Эманация Гиганта Альбиона» (1804—1820), его самой амбициозной работы. Задумав изобразить героев Кентерберийских рассказов Чосера, Блейк обращается к торговцу Роберту Кромеку с идеей продать такие гравюры. Считая Блейка слишком эксцентричным для того, чтобы рисовать популярные картины, Кромек сразу передал этот заказ Томасу Стотерду. Когда Блейк узнал, что его обманули, он прекратил все отношения со Стотердом. Он открыл независимую выставку в магазине галантереи своего брата на Брод-стрит, 27, в Лондонском районе Сохо. Выставка была задумана так, чтобы вместе с другими работами продать и свою версию иллюстраций к «Кентерберийским рассказам» (под общим названием «Кентерберийские паломники»). Он также напишет «Описательный каталог» (1809), в котором будет представлено то, что Энтони Блант назовёт «выдающимся анализом» работы Чосера. Книга Блейка по праву занимает своё место в классической антологии критики на Чосера. Вместе с тем она содержит детальное объяснение других картин Блейка.
Однако выставка очень плохо посещалась, не было продано ни одной картины темперой, ни одной картины акварелью. Статья же о выставке, появившаяся в еженедельнике «The Examiner», была откровенно враждебной.
В 1818 году сын Джона Камберленда представил Блейка молодому художнику по имени Джон Линнелл. Через Линнелла Блейк встретил Сэмюеля Палмера, принадлежавшего к группе художников, которые называли себя Шоремские Древние. Они разделяли антипатию Блейка к современным направлениям и его веру в духовное и художественное возрождение. В возрасте 65 лет Блейк занялся иллюстрациями к «Книге Иова». Этими работами позже будут восхищены Джон Раскин, который сравнит Блейка с Рембрандтом, и Ральф Воан-Уильямс, который поставит свой балет «Job: A Masque for Dancing», используя в нём подборку иллюстраций художника.
Позже Блейк станет распродавать огромное количество своих работ, в частности своих иллюстраций к Библии, Томасу Баттсу, патрону Блейка, который воспринимал его скорее как друга, нежели как заслуженного художника, чьи работы были удостоены признания. А именно это было типичным мнением о творчестве Блейка на протяжении всей его жизни.

#### «Божественная комедия» Данте
В 1826 году Блейк с помощью Линнелла получает заказ на создание серии гравюр к «Божественной комедии» Данте. Но смерть Блейка в 1827 году не даёт ему реализовать свою смелую задумку, и только считанные работы в акварели и всего 7 пробных оттисков остаются завершёнными. Но даже они были удостоены восхищения:

Учитывая всю сложность содержания «Божественной комедии», акварельные иллюстрации к ней, талантливо выполненные Блейком, находятся в ряду величайших достижений художника. Мастерство в области акварельной живописи достигло ещё более высокого уровня, чем раньше, и использовано для невероятного эффекта при воссоздании абсолютно уникальной атмосферы каждого из трёх состояний бытия в поэме.
— David Bindman, «Blake as a Painter»
Иллюстрации Блейка к поэме не сопровождают описываемое буквально, они, скорее, заставляют критически пересмотреть происходящее, порой предоставляя новое видение духовных и моральных сторон произведения.
Так как проекту не было суждено завершиться, замысел Блейка остался не совсем ясным. Некоторые[кто?] же придерживаются того мнения, что вывод о нём можно сделать, только говоря в общем обо всей серии иллюстраций. А именно: они бросают вызов тексту, который сопровождают, оспаривая мнение автора: например, о сцене, где Гомер шествует с мечом и своими соратниками, Блейк пишет: «Всё в Божественной комедии говорит о том, что из-за своих тиранических идей Данте „сделал“ Этот Мир из „Сотворения“ и „Богини Природы“, но без участия Святого Духа». Возможно, Блейк не разделял и восхищения Данте поэзией древних греков, а также той несомненной радости, с которой он назначал и раздавал обвинения и наказания в Аду (о чём свидетельствует мрачный юмор некоторых песен поэмы).
Однако Блейк разделял недоверие Данте к материализму и протест против развращённой природы власти. Он также получал большое удовольствие от возможности представить своё личное восприятие атмосферы поэмы визуально, путём иллюстрации. Даже появившееся у Блейка чувство приближения смерти не смогло отвлечь его от творчества, которым он был полностью поглощён. В это время он лихорадочно корпел над Адом Данте. Считается[кем?], что он потратил один из последних шиллингов на карандаш, чтобы продолжить рисовать эскизы.

#### Смерть
Последние годы Блейк прожил на Фаунтан Коурт недалеко от Стрэнда (дом, где он жил, был разрушен при постройке гостиницы «Савой» (англ. Savoy Hotel)). В день своей смерти Блейк неустанно работал над иллюстрациями к Данте. Считается[кем?], что, в конце концов, он отложил работу и повернулся к жене, которая всё это время сидела на кровати рядом с ним, не в состоянии сдержать своих слёз. Посмотрев на неё, он воскликнул: «О, Кейт, прошу, оставайся недвижима, я сейчас нарисую твой портрет, ибо ты всегда была ангелом для меня». Завершив портрет (ныне утерянный и до нас не дошедший), Блейк отложил все свои кисти и принадлежности и стал петь гимны и стихи. В 6 часов вечера того же дня, пообещав жене, что будет с ней вечно, Блейк скончался. Гилкрист говорил, что женщина, которая жила в этом же доме и присутствовала при смерти Блейка, сказала: «Я видела смерть не человека, но блаженного ангела».
В своём письме Сэмюэлю Палмеру Джордж Ричмонд так описывает смерть Блейка:

Он почил с честью. Он отправился в страну, увидеть которую мечтал всю жизнь, говоря о том, что обретёт там самое большое счастье. Он надеялся на спасение через Иисуса Христа. Перед самой смертью его лицо стало ясным, глаза посветлели, и он стал петь о тех вещах, которые он видел в раю.

Кэтрин заплатила за похороны мужа деньгами, одолженными у Линнелла. Через 5 дней после смерти — в канун 45-й годовщины их с Кэтрин свадьбы, Блейк был предан земле на кладбище для диссентеров (англ. Dissenter’s burial ground) в местечке Банхилл Филдс (англ. Bunhill Fields, ныне на территории боро Ислингтон), где были похоронены и его родители. На похоронах присутствовали Кэтрин, Эдвард Калверт, Джордж Ричмонд, Фредерик Тейтэм и Джон Линнелл. После смерти мужа Кэтрин переехала в дом Тейтэма, где жила и работала в качестве экономки. В это время, как она утверждала, её часто посещал призрак мужа. Она продолжала распродавать его иллюстрации и картины, но не бралась за ведение его дел без того, чтобы сперва «обсудить это с мистером Блейком». В день собственной смерти, в октябре 1831 года, она была такой же спокойной, такой же радостной, как её муж, и звала его так, «словно он находился в соседней комнате, чтобы сказать, что она уже идёт к нему и очень скоро они будут вместе».
После её смерти рукописи Блейка перешли Фредерику Тейтему, который сжёг некоторые из тех, что посчитал еретическими или слишком политически радикальными. Тейтэм был ирвингианом, членом одного из многочисленных в XIX веке движений христианских фундаменталистов и поэтому без раздумий отвергал всё, что «попахивало богохульством». Элементы сексуального характера в некоторых картинах Блейка были также неприемлемы, что и стало причиной их уничтожения другим другом поэта, Джоном Линеллом.
С 1965 года точное местонахождение могилы Уильяма Блейка было утеряно; кладбище сильно пострадало во время войны, памятники были демонтированы, на месте захоронений разбит сад. Память поэта была увековечена стелой с надписью «Вблизи этого места покоятся останки поэта и художника Уильяма Блейка (1757—1827) и его супруги Кэтрин Софии (1762—1831)»; она находится приблизительно в 20 метрах от действительного места захоронения. Точно местонахождение могилы было установлено супружеской парой из Португалии, Кароль и Луишем Гарриду, после 14 лет разысканий. Общество Блейка установило на нём надгробную плиту с надписью «Здесь лежит Уильям Блейк 1757—1827 Поэт Художник Пророк» и строками из поэмы «Иерусалим»; плита торжественно открыта 12 августа 2018 года.
Блейк также был причислен к лику святых Ecclesia Gnostica Catholica (отделением организации Орден восточных тамплиеров). В 1949 году в Австралии была учреждена Награда имени Уильяма Блейка за вклад в религиозное искусство. В 1957 году в Вестминстерском Аббатстве был сооружён мемориал памяти Блейка и его жены.

## Политические взгляды
Блейк не был членом какой-либо политической партии. Его поэзия однозначно выражает бунтарское отношение к злоупотреблению властью правящими классами, как описано в большом исследовании Дэвида Эрдмана «Блейк: Пророк Против Империи». Блейк был обеспокоен бессмысленными войнами и разрушительными последствиями промышленной революции. Больша́я часть его поэзии в символической аллегории описывает результаты Французской и Американской революций. Эрдман утверждает, что Блейк был ими разочарован, считая, что они просто заменили монархию безответственным меркантилизмом, и отмечает, что Блейк был абсолютным противником рабства, и полагает, что некоторые из его стихов, которые обычно считаются воспевающими «свободную любовь», на самом деле были направлены против рабства. В своем исследовании «Уильям Блейк. Пророческий анархист» (англ. William Blake: Visionary Anarchist) Питер Маршалл называет Блейка и его современника Уильяма Годвина предшественниками современного анархизма. Британский марксистский историк Эдвард Палмер Томпсон в своём произведении «Свидетель против Зверя: Уильям Блейк и моральный закон», показывает, насколько сильно диссидентские религиозные идеи влияли на противников английской монархии.

## Блейк и сексуальность

### Движение «свободной любви» в XIX веке
После смерти Уильяма Блейка самые различные движения трактовали его сложный символизм и аллегории в свою пользу.
В частности, Блейка (наравне с Мэри Уолстонкрафт и её мужем Уильямом Годвином) считают предвестником разразившегося в XIX веке движения «свободной любви», обширного реформаторства, начавшегося в 1820 году. Реформаторы утверждали, что брак это рабство, и выступали за отмену всех государственных запретов, касающихся сексуальной активности, таких как гомосексуальность, проституция, и даже адюльтер (нарушение супружеской верности), кульминацией чего стало появление движения по контролю рождаемости в самом начале XX века. Однако исследователей Блейка эта тема в его творчестве волновала в начале XX века более, чем сегодня. Сегодня эта тема иногда затрагивается, но с оговорками; например, исследователь Магнус Анкарсъё считает, что движение «свободной любви» в XIX веке было сосредоточено не на идее смены многочисленных партнёров, но на идее Уолстонкрафт, что государственный институт брака есть «легальная проституция». Это имело много общего с феминистскими движениями того времени.
Блейк относился критически к браку своего времени и порицал традиционные моральные и христианские устои, утверждавшие, что целомудрие есть добродетель. В период острых неурядиц в семье, одной из причин которых стало бесплодие Кэтрин, он твёрдо заявил о намерении привести в дом вторую жену. Его поэзия утверждает, что требования внешнего мира о железной верности превращают любовь из привязанности в обязанность. Такое стихотворение как «Ответ Земли» словно пропагандируют полигамию. В стихотворении «Лондон» он описывает «Брачный катафалк». «Видения Дочерей Альбиона» — дань свободной любви, где отношения между Бромионом и Утуной, по его мнению, держатся на законе, а не любви. Для Блейка Любовь и закон — абсолютно противные друг другу вещи, он бранит «замерзшее любовное ложе».
В «Видениях» Блейк пишет:

…она, которая пылает молодостью, и не знает лучшей доли,

прикована проклятием закона к тому, которого не выносит.

Должна ли она тащить цепи

своей жизни в утомительной страсти?
Оригинальный текст (англ.)Till she who burns with youth, and knows no fixed lot,

is bound In spells of law to one she loathes?

And must she drag the chain

Of life in weary lust?

Заметным поэтом XIX века, пропагандировавшим свободную любовь, был Алджернон Чарльз Суинберн, который написал книгу о Блейке. Он обратил внимание на подобные мотивы в стихах поэта, где тот воспевает «святую естественную любовь», свободную от оков ревности, которую Блейк называет «ползущим скелетом». Суинберн также прослеживает эхо этих мотивов в «Бракосочетании Рая и Ада», где порицается лицемерие «религиозного разврата» защитников традиций. Другой его современник, также сторонник свободной любви, Эдвард Карпентер (1844—1929) тоже был вдохновлён тем особенным вниманием, которое Блейк в своём творчестве уделял жизненной энергии, свободной от предрассудков внешнего мира.
Пьер Бергер подчёркивает, что по Блейку враги свободной любви — это «ревность и эгоизм», и что о том же высказывается Мери Уолстоункрафт, которая, как и он, ставит истинную любовь, а не долг, во главе отношений.
По мнению С. Фостер Даймона, Блейк, как религиозный писатель, придерживался концепции человека как существа «падшего», и для Блейка основные препятствия на пути к свободной любви кроются в порочности общества и человеческой природы, и не в нетерпимости общества и ревности как таковых, а в лицемерной природе человеческого общения.
Некоторые исследователи считают, что представление поэта о свободной любви претерпевало изменения. Магнус Анкарсъё отмечает, что в то время как героиня «Видения Дочерей Альбиона» является активным сторонником свободной любви, в конце стихотворения она стала более осмотрительной, так как к ней пришло осознание тёмной стороны сексуальности, и она плачет: «Неужели то, что способно выпить другого до дна, подобно губке, поглощающей воду, и есть любовь?». Анкарсъё также отмечает, что Уолстоункрафт, бывшая основным источником вдохновения Блейка, аналогично стала выражать более осторожные взгляды на сексуальную свободу в конце жизни.
В последующих рукописях Блейка прослеживается вновь проснувшийся в нём интерес к христианству, и, несмотря на то, что он радикально меняет трактовку христианской морали, так, чтобы в ней нашло своё место и чувственное удовольствие, намного меньшее значение придаётся сексуальной свободе, ставшей темой некоторых его ранних стихов. В работах более поздних присутствует мотив самоотречения, причиной которого всё же должна стать любовь, а не авторитарное принуждение. Бергер убеждён в изменении отношения Блейка к «свободной любви» в поздний период творчества. Бергер отмечает, что молодой Блейк следует импульсу, а в более зрелом возрасте его идеал истинной любви, которая искренна и способна пойти на жертву, уже вполне сформирован.

## Религиозные взгляды
Несмотря на то, что нападки Блейка на общепринятую религию были шокирующими для его времени, его неприятие религиозности не значило того, что он не принимал религию как таковую. Его взгляд на христианство виден в «Бракосочетании Рая и Ада», написанном по подобию Библейских предсказаний. В своём произведении Блейк посвящает раздел «Пословицам Ада», среди которых есть следующие:

- Тюрьмы строят из камней Закона, Дома Терпимости — из кирпичей Религии.
- Гусеница оскверняет лучшие листья, священник оскверняет чистейшие радости.

В своём «Вечносущем Евангелии» (англ. The Everlasting Gospel) Блейк представляет Иисуса не как философа и не как фигуру Спасителя, а как подлинно творческую Личность, стоящую выше всяких догм, логики, и даже морали:

Антихрист, льстивый Иисус,

Мог угодить на всякий вкус,

Не возмущал бы синагог,

Не гнал торговцев за порог

И, кроткий, как ручной осёл,

Кайафы милость бы обрёл.

Бог не писал в своей скрижали,

Чтобы себя мы унижали.
Оригинальный текст (англ.)If he had been Antichrist Creeping Jesus,

He’d have done anything to please us:

Gone sneaking into Synagogues

And not used the Elders & Priests like Dogs,

But humble as a Lamb or Ass,

Obey’d himself to Caiaphas.

God wants not Man to Humble himself
— Перевод С. Я. Маршака
Для Блейка Иисус — символ важных взаимоотношений и единения Божественного и человеческого: «Всё изъяснялось на одном языке и верило одной религии: это была религия Иисуса, вечнозвучащее Евангелие. Древность проповедует Евангелие Иисуса».
Одно из сильнейших возражений Блейка по отношению к христианству заключалось в том, что поэту казалось, будто эта религия поощряла подавление в человеке его природных потребностей и расхолаживала земную радость. В «Видении Страшного суда» Блейк говорит, что:

Люди допускаются на Небеса не потому, что они <обуздали и> овладели своими Страстями, или вовсе не имели никаких Страстей, но потому, что они Культивировали в себе их Понимание. Сокровища Небесные не являются Отрицанием Страстей, но Сущностью Интеллекта из которого все эти Страсти Проистекают <Необузданные>, в своей Вечной Славе.
Оригинальный текст (англ.)Men are admitted into Heaven not because they have <curbed &> governed their Passions or have No Passions but because they have Cultivated their Understandings. The Treasures of Heaven are not Negations of Passion but Realities of Intellect from which All the Passions Emanate <Uncurbed> in their Eternal Glory. (E564)

В «Бракосочетании Рая и Ада» также есть строки, порицающие религию:

- Все Священные книги причина Ошибочных Мнений:
  1. Что Человек разъят на Тело и Душу.
  2. Что Действие, то есть Зло, от Тела; а Мысль, то есть Добро, от Души.
  3. Что Бог будет вечно казнить Человека за Действия.

- Но Истина — в Противоположном:
  1. Душа и Тело неразделимы, ибо Тело — частица Души, и его пять чувств суть очи Души.
  2. Жизнь — это Действие и происходит от Тела, а Мысль привязана к Действию и служит ему оболочкой.
  3. Действие — Вечный Восторг.

Блейк не подписывается под идеей отделимости души от тела друг от друга, однако рассматривает основой тело, а душу как продолжение. Таким образом, отказ от телесных желаний, к которому призывает христианство — это дуалистическая ошибка, возникшая из-за неправильного представления о взаимосвязи между телом и душой; в одном произведении[каком?] он представляет Сатану как «ошибочное состояние» и как невозможность обрести спасение.
Блейк противопоставил софистику богословской мысли, которая оправдывает боль, допускает зло и прощает несправедливость. Он питал отвращение к самоотречению, которое ассоциировал с религиозным подавлением и, в особенности, с подавлением сексуальности: «Благоразумие — это богатая старая уродливая дева, за которой ухаживает беспомощность». «Тот, кто чего-то желает, но ничего для этого не делает, порождает чуму». Для него концепция «греха» есть ловушка для человеческих желаний (шиповник из «Сада Любви»), он верит, что почтение морального кодекса, навязанного извне противно духу человека и его существу:

Вместо душистых цветов,

Мне предстали надгробья, ограды,

И священники в чёрном, вязавшие тёрном

Желанья мои и отрады.

Он не придерживался доктрины, согласно которой Бог есть Господь, Существо отдельное и высшее по отношению к человечеству; это становится понятным из слов об Иисусе Христе: «Он — единый Бог, и таков же я, и таков же ты». Одно из главных изречений из «Бракосочетания Рая и Ада» звучит так: «Бог существует и действует только в людях». Это перекликается с верой Блейка в свободу и социальное равенство между людьми и в равенство полов.

## Мифология Блейка
Блейк создал свою собственную мифологию, которую он изложил в своих пророческих книгах. Это целый мир, населённый божествами и героями, которым он дал необычные имена: Уризен, Лува, Тармас, Уртона, Лос, Энитармон, Ахания, Энион, Ринтра, Бромион, Тириэль, Хар и т. д. Мифология Блейка имеет множество истоков, в том числе Библия, греческая и римская мифология, скандинавские Эдды, трактаты теософов, оккультистов и религиозных мистиков, таких как Агриппа Неттесгеймский, Парацельс и Якоб Бёме, и др.

## Блейк и философия Просвещения
У Блейка были сложные взаимоотношения с философией Просвещения. Полагаясь на свои собственные фантастические религиозные верования, Блейк противопоставил их ньютоновскому видению вселенной.
Блейк также считал, что живопись Джошуа Рейнолдса, в которой изображается естественное падение света на объекты, была по-настоящему продуктом «вегетативного глаза», также он считал Локка и Ньютона «настоящими прародителями эстетики Джошуа Рейнолдса». В Англии того времени была мода на меццо-тинто, печать, которая производилась путём нанесения на поверхность тысяч крошечных точек в зависимости от черт изображаемого. Блейк проследил за аналогией между этим и ньютоновской теорией света. Блейк никогда не использовал эту технику, выбирая путь развития метода гравировки в частности в жидкой среде, настаивая на том, что
линии и черты не формируются случайно, линия есть линия в своём подразделении, ровная она или загнутая.
Несмотря на противопоставление принципам Просвещения, Блейк всё же пришёл к линейной эстетике, которая была более традиционной для неоклассицизма, в частности гравюр работы Джона Флаксмана, чем для гравюр романтизма, к которому Блейка часто относили.
В то же время Блейка рассматривали как поэта и художника Просвещения в том смысле, что он так же не принимал идеи, системы, авторитеты и традиции стиля. В диалектическом смысле, он использовал дух Просвещения как дух противостояния внешним авторитетам, дабы раскритиковать узконаправленную концепцию периода.

## Творческое мышление
Нортроп Фрай, говоря о постоянстве Блейка и твёрдой позиции во взглядах, отмечает, что Блейк сам говорил, насколько разительно схожи его записи в возрасте пятидесяти лет о Рейнолдсе с его записями в молодости о Локке и Бэконе. По мнению Фрая, «постоянство в его убеждениях было само по себе одним из его собственных принципов».
Блейк питал отвращение к рабству и верил в половое и расовое равенство. Несколько его стихов и картин выражают идею всеобщей гуманности: «все люди похожи (хоть они и бесконечно разные)». В одном стихотворении[каком?], написанном от лица чёрного мальчика, белые и чёрные тела описываются как тенистые рощи и облака, которые существуют только до тех пор, пока не «озарятся лучами любви»:

Так говорила часто мать моя.

Английский мальчик, слушай: если ты

Из белой тучки выпорхнешь, а я

Освобожусь от этой черноты, —

Я заслоню тебя от зноя дня

И буду гладить золотую прядь,

Когда, головку светлую клоня

В тени шатра ты будешь отдыхать.

Блейк питал живой интерес к социальным и политическим событиям всю свою жизнь, и социальные и политические формулировки часто встречаются в его мистическом символизме. Его взгляды о том, что являлось притеснением и ограничением свободы, распространялись и на церковь. Духовные верования Блейка прослеживаются в «Песнях познания» (1794), в которых он проводит различия между Старым Заветом, ограничения которого он не принимает, и Новым Заветом, влияние которого он считал положительным.
- «Негр, повешенный заживо за рёбра». Иллюстрация Блейка к книге Джона Стедмана «Рассказ о Пятилетней экспедиции против взбунтовавшихся негров Суринама» (1796)
- Блейк. Колыбельная песнь
- «Великий архитектор», 1794

## Видения
Рассказы Блейка о своих видениях так поразили художника и астролога Джона Варли, что тот попросил Блейка запечатлеть их на бумаге в своём присутствии. Результатом явилась серия «Головы призраков», состоящая из более сотни карандашных портретов, включающих образы исторических и мифологических личностей, таких как Давид, Соломон, Вирсавия, Навуходоносор, а также Дьявол, Сатана, «Рак», «Человек, который построил пирамиды» и многие другие. На основе последней Блейк создал одну из наиболее известных своих картин «Призрак Блохи».
На протяжении всей своей жизни Блейк видел видения. Они часто ассоциировались с религиозными темами и эпизодами из Библии, и вдохновляли его на последующие духовные работы и поиски. Религиозный замысел — центральный в его творчестве. Бог и Христианство являют собой интеллектуальный центр его произведений, источник вдохновения для художника. Вдобавок ко всему, Блейк верил, что был ведом архангелами при создании своих живописных работ. В письме Джону Флексмену 21 сентября 1800 года, Блейк пишет: «Фелфам — прекрасное место для учёбы, потому что здесь больше духовности, чем в Лондоне. Рай здесь открывается со всех сторон Голден Гейтс. Моя жена и сестра чувствуют себя хорошо, ждут объятий Нептуна… За мои работы меня почитают в раю больше, чем я мог подумать. В моём мозгу научные работы и учёба, мои комнаты заполнены книгами и старинными картинами, которые я написал и нарисовал в годы вечности до земного рождения; и эти работы — блаженство для архангелов».

## Культурное влияние
Его творчество повлияло на многих модернистов, сюрреалистов, а также на многих композиторов, таких как Бенджамин Бриттен и Ральф Воан-Уильямс. Ирландский поэт Уильям Батлер Йейтс занимался изданием собрания сочинений Блейка в 1893 году и написал о нём несколько исследовательских работ.
Джун Сингер и многие другие считают, что мысли Блейка о человеческой природе опередили время и даже были во многом схожи с теориями психоаналитика Карла Юнга, хотя тот воспринимал работы Блейка лишь как художественный продукт, а не как аутентичное представление бессознательных процессов. Диана Хьюм Джордж считает, что Блейка можно рассматривать как предшественника Зигмуда Фрейда.
Блейк оказал большое влияние на поэтов-битников 1950-х годов и на субкультуру 1960-х годов. Он упоминался такими представителями поколения, как поэт-битник Аллен Гинсберг, музыканты Боб Дилан, Джим Моррисон и др. Большинство главных идей фантазийной трилогии Филипа Пулмана «Тёмные начала» позаимствовано из «Бракосочетания Рая и Ада». Стихи Блейка также были положены на музыку многими популярными композиторами, а гравюры Блейка оказали большое влияние на современный графический роман. По мнению Эдварда Ларисси, «Блейк — писатель-романтист, оказавший самое сильное влияние на двадцатый век».

## Произведения
| - ок. 1788: Все религии едины - Естественной религии не существует - 1789: Песни Невинности - Книга Тэль - 1790—1793: Бракосочетание Рая и Ада - 1793: Видения дщерей Альбиона - Америка: Пророчество - 1794: Европа: Пророчество - Первая книга Уризена - Песни Познания - 1795: Книга Лоса - Песнь Лоса - Книга Ахании - ок. 1804 — ок. 1811: Мильтон - 1804—1820: Иерусалим, Эманация Гиганта Альбиона - 1783: Поэтические наброски - 1784—1785: Остров на Луне - 1789: Тириэль - 1791: Французская революция - 1792: Песнь Свободы - 1797: Вала или Четыре Зоа | - 1791: Мэри Уолстонкрафт, Оригинальные рассказы из действительности - 1793: Джон Гей, Басни Джона Гея и о жизни автора, John Stockdale, Picadilly. 1793 - 1796: Готфрид Август Бюргер, Ленора (баллада) (не подписанная им) - 1797: Эдуард Юнг, Ночные Мысли - 1805—1808: Роберт Блэр, Могила - 1808: Джон Мильтон, Потерянный рай - 1819—1820: Джон Варли, Головы призраков - 1821: Роберт Джон Торнтон, Виргилий - 1823—1826: Книга Иова - 1824—1827: Джон Беньян, Путешествие Пилигрима (незавершенно) - 1825—1827: Dante, Божественная комедия (На момент смерти Блейка в 1827 году иллюстрации не были завершены. Из 102 рисунков 7 были включены в издание) |

## Русские переводы Блейка
- Блейк, У. Песни Невинности и Опыта / Пер. с англ. С. Степанова. — СПб, 1993.
- Блейк, У. Изречения невинности / Пер. с англ. В. Топорова. — СПб.
- Блейк, У. / Пер. с англ. С. Степанова; вступ. ст., коммент. А. Глебовской. — СПб.: Азбука, 2000. — 263 с — (Азбука-классика). — Двуязычное издание. — ISBN 5-267-00156-2.
- Блейк, У. Четыре стихотворения в пер. Анатолия Кудрявицкого (из журн. «Иностранная литература», 1997, № 5)
- Блейк, У. Песни Невинности и Опыта — Книга Тэль = William Blake, Songs of Innocence and Experience—Book of Thal / Пер. с англ. И. Плясов.
- Блейк, У. Книга Тэль = William Blake, Book of Thal / Пер. с англ. М. Васильев
- Блейк У. Притчи Ада (Пер. И. Сибирянина).
- Блейк У. Песни Невинности и Опыта. Пер. с англ. А. Матвеева. — Киев.: Наукова думка, 2009. Москва. МО СП России, 2009. — 108 с.

### На английском
- Donald Ault (1974). Visionary Physics: Blake’s Response to Newton. University of Chicago. ISBN 0-226-03225-6.
- Jacob Bronowski (1972). William Blake and the Age of Revolution. Routledge and K. Paul. ISBN 0-7100-7277-5 (hardcover) ISBN 0-7100-7278-3 (pbk.)
- Jacob Bronowski (1967). William Blake, 1757—1827; a man without a mask. Haskell House Publishers.
- G. K. Chesterton (1920s). William Blake. House of Stratus ISBN 0-7551-0032-8.
- S. Foster Damon (1979). A Blake Dictionary. Shambhala. ISBN 0-394-73688-5.
- Northrop Frye (1947). Fearful Symmetry. Princeton Univ Press. ISBN 0-691-06165-3.
- Peter Ackroyd (1995). Blake. Sinclair-Stevenson. ISBN 1-85619-278-4.
- E.P. Thompson (1993). Witness against the Beast. Cambridge University Press. ISBN 0-521-22515-9.
- Victor N. Paananens (1996). William Blake. Twayne Publishers. ISBN 0-8057-7053-4.
- George Anthony Rosso Jr. (1993). Blake’s Prophetic Workshop: A Study of The Four Zoas. Associated University Presses. ISBN 0-8387-5240-3.
- G. E. Bentley Jr. (2001). The Stranger From Paradise: A Biography of William Blake. Yale University Press. ISBN 0-300-08939-2.
- David V. Erdman (1977). Blake: Prophet Against Empire: A Poet’s Interpretation of the History of His Own Times. Princeton University Press. ISBN 0-486-26719-9.
- James King (1991). William Blake: His Life. St. Martin’s Press. ISBN 0-312-07572-3.
- W. J. T. Mitchell (1978). Blake’s Composite Art: A Study of the Illuminated Poetry. Yale University Press. ISBN 0-691-01402-7.
- Peter Marshall (1988). William Blake: Visionary Anarchist ISBN 0-900384-77-8
- Dr. Malkin, A Father’s Memories of his Child, (1806)
- Alexander Gilchrist, Life and Works of William Blake, (1863, second edition, London, 1880)
- Algernon Swinburne, William Blake: A Critical Essay, (London, 1868)
- W. M. Rosetti (editor), Poetical Works of William Blake, (London, 1874)
- Basil de Sélincourt, William Blake, (London, 1909)
- A. G. B. Russell, Engravings of William Blake, (1912)
- W. B. Yeats, Ideas of Good and Evil, (1903), contains essays.
- Joseph Viscomi (1993). Blake and the Idea of the Book, (Princeton UP). ISBN 0-691-06962-X.
- David Weir (2003). Brahma in the West: William Blake and the Oriental Rennaissance, (SUNY Press)
- Sheila A. Spector (2001). «Wonders Divine»: the development of Blake’s Kabbalistic myth, (Bucknell UP)
- Jason Whittaker (1999). William Blake and the Myths of Britain, (Macmillan)
- Irving Fiske (1951). Bernard Shaw’s Debt to William Blake, (Shaw Society)

### На русском
- Батай Ж. [http://www.highbook.narod.ru/philos/bataile/blake.htm (недоступная+ссылка) Блейк] // Батай Ж. Литература и Зло [: Сб. эссе:]. М.: МГУ, 1994. — ISBN 5-211-03159-8
- Питер Акройд. Блейк (биография). Перевод Татьяны Азаркович. Москва: «София», 2004.
- Питер Акройд. Блейк (биография). Перевод Татьяны Азаркович. Санкт-Петербург, «Крига», 2016.
- Д. Смирнов-Садовский. Блейк. Биография. — М.: Magickal Rebirth, 2017. — 376 с. — ISBN 978-5-9500498-0-4.
- Уильям Блейк. Иерусалим / Перевод и комментарии Д. Смирнова-Садовского. — М.: Magickal Rebirth, 2019. — 416 с. — ISBN 978-5-9500498-1-1.